# Кругликовське сільське поселення
Кру́гликовське сільське поселення (рос. Кругликовское сельское поселение) — сільське поселення у складі району імені Лазо Хабаровського краю Росії.
Адміністративний центр — село Кругликово.

## Населення
Населення сільського поселення становить 659 осіб (2019; 699 у 2010, 677 у 2002).

## Склад
До складу сільського поселення входять:
| Населений пункт       | Населення, осіб (2002) | Населення, осіб (2010) |
| --------------------- | ---------------------- | ---------------------- |
| Владимировка, село    | 151                    | 144                    |
| Дальньовосточне, село | -                      | -                      |
| Зоєвка, село          | 172                    | 180                    |
| Кругликово, селище    | 32                     | 76                     |
| Кругликово, село      | 322                    | 299                    |